# Corona di Baviera

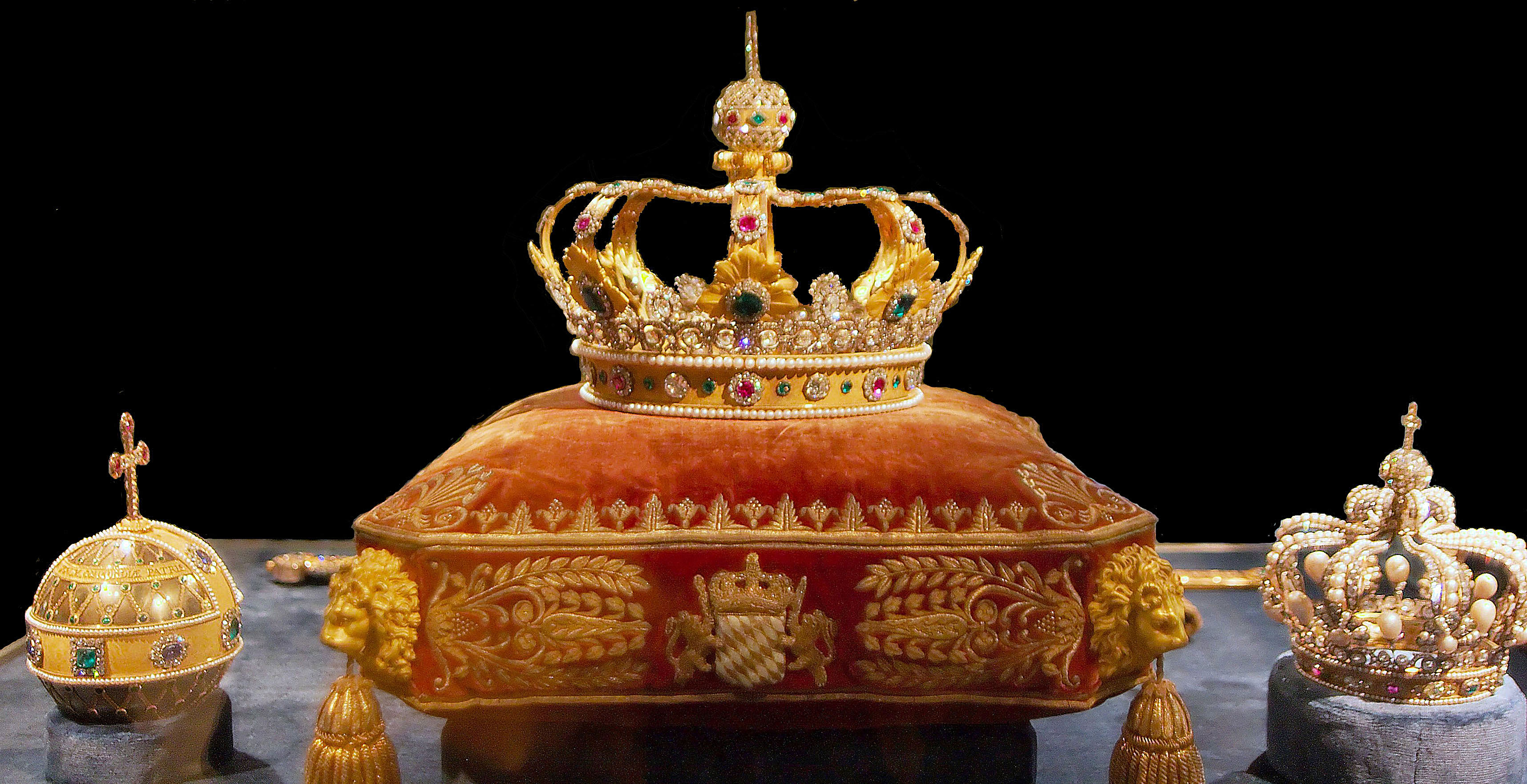
La corona e i regalia di Baviera.

La corona di Baviera (Krone des Königreichs Bayern, in tedesco) è l'emblema con cui venivano incoronati i re di Baviera.

## Storia
La corona di Baviera venne ordinata e progettata per Massimiliano I di Baviera, dopo che Napoleone Bonaparte aveva elevato la Baviera al rango di regno. La corona venne commissionata nel 1804 all'orafo francese Jean-Baptiste de Lasne, che trasse ispirazione dalla corona di Luigi XV di Francia.
L'alleanza con Napoleone valse a Massimiliano il titolo regale e l'acquisizione di grandi territori con la pace di Presburgo. Questo fece di lui uno dei principali membri della Confederazione del Reno. Sua figlia sposò Eugenio di Beauharnais, figliastro di Napoleone.
Massimiliano I di Baviera ordinò anche i Regalia, che oggi possono essere ammirati a Monaco di Baviera. Realizzata da Biennais, il più famoso orafo francese dell'epoca, la corona reale di Baviera è composta da rubini, diamanti, smeraldi, zaffiri e perle.
La gemma più costosa era il celebre diamante Wittelsbach, chiamato Wittelsbach-Graff dopo essere stato acquistato nel 2008 dal gioielliere londinese Laurence Graff per la cifra (allora un record) di 16,4 milioni di sterline.
Come le altre insegne regali, la corona non è stata mai indossata dal sovrano. Durante le cerimonie ufficiali della sala del trono veniva posta sopra un cuscino ai suoi piedi.